# Jan Trojan Turnovský
Jan Trojan Turnovský, též Traianus Turnovinus, Traianus Gregorides Turnovinus; Joannes; (1530 Turnov – 1606 nebo krátce poté, pravděpodobně v Benešově u Prahy), byl farář, utrakvistický kněz a skladatel.

## Životopis
O jeho životě není zatím mnoho známo. S jistotou se dá říci, že narodil před polovinou 16. století v Turnově. Jeho otec Řehoř byl tamním pekařem.
V roce 1564 byl jako absolvent školy v Turnově imatrikulován na pražské univerzitě. V roce 1579 se stal utrakvistickým farářem v Davli a téhož roku odešel do Mladé Boleslavi. Farářem byl dále v Netvořicích (1581), Benešově (1587) a v Sepekově (1595, 1604). Poslední roky života pobýval s největší pravděpodobností v Benešově.
Byl dvakrát ženat. S první manželkou Kateřinou byl oddán v Mladé Boleslavi 11. listopadu 1579. S druhou manželkou Zuzanou Jezberovou si pak zakoupil v roce 1604 dům v Benešově za 40 kop grošů.

## Skladatel
Společně s Jiřím Rychnovským patří mezi přední osobnosti hudby konce 16. stol. Této činnosti se věnoval mezi lety 1572 až 1604. Tvorba byla především určena k potřebám literárních bratrstev. Nejstarší Trojanova datovaná skladba je z roku 1572, nejmladší pak z roku 1602. V polovině 70. let 16. století byl Trojan uznávanou skladatelskou osobností. V předmluvě jednoho pražského rukopisu jsou Trojan, Rychnovský a Matěj Junek označeni za „přední skladatele z našeho národa“.

## Dílo
- Missa super Jerusalem cito veniet (1578)
- Jezu Kriste Vykupiteli
- Vstalť jest z mrtvých Kristus Pán
- 12 písní s českými texty: „Bože Votče z veliké milosti“, „Dnešní den splnilo se“, „Hod Kristův tak utěšený“, „Kristus příklad pokory“, „Křtitele svatého Jana“, „My všickni věřme“, „Poprosmež Ducha svatého“, „Ráčil paměť zůstaviti“, „Slušíť lidem i na to pomněti“, „Votce všemohúcího“, Všemohúcí stvořiteli“, „Všickni spolu shromáždění“
- 2 mešní responsoria na český text (I také s duchem tvým)

### Fragmenty
- 6 motet s českými texty
- 4 moteta s latinskými texty
- 2 písně
- 6 českých plenárií
- 1 české mešní proprium
- 7 dalších jednotlivých kompozic, určených pro bohoslužbu